# Ordy ou les Grandes Découvertes
Ordy ou les Grandes Découvertes (ミームいろいろ夢の旅, Mīmu Iro Iro Yume no Tabi, littéralement Le Voyage des rêves multiples de Mème) est une série télévisée documentaire éducative japonaise en 127 épisodes de 20 minutes produite par Nippon Animation, réalisée par Kazuyoshi Yokota et diffusé entre le 3 avril 1983 et le 29 septembre 1985 sur TBS.
Au Québec, la série a été diffusée à partir du 10 janvier 1988 à Radio-Québec, et en France, 52 épisodes ont été diffusés à partir du 27 septembre 1989 sur Antenne 2 dans Éric et Compagnie et plus tard sur France 3 dans 1993.

## Synopsis
Dans les différents épisodes, deux enfants (prénommés Alex et Zoé dans la version française) interrogent leur ordinateur. Celui-ci se matérialise sous la forme d'une créature rose, Ordy qui leur explique alors les phénomènes scientifiques, la genèse d'une invention ou d'une découverte. Dans d'autres épisodes, Ordy est interrogée par un groupe de sept amis, chacun au caractère et physique différent.
Ordy ne fait pas qu'expliquer les faits et les découvertes : elle remonte elle-même le temps pour témoigner des différents événements liés à la découverte, interrogeant parfois directement les savants (comme Champollion dans l'épisode « Origine de l'écriture »), ou emmène les enfants dans les différents événements passés ou même futurs. Le groupe vit parfois quelques aventures durant ses voyages, mais l'action permet aussi d'amener de nouvelles informations et de répondre à d'autres questions posées par les protagonistes, le dessin animé restant un documentaire éducatif.

## Épisodes
1. Origine de l'écriture
2. Les Mystères des pyramides
3. Gutenberg - Naissance de l'imprimerie
4. Histoire de la photographie
5. Morse - Le télégraphe
6. A. G. Bell - Le téléphone
7. Du télégraphe à la télévision
8. Nouveaux moyens de communication
9. Les ordinateurs I
10. Les ordinateurs II
11. Les ordinateurs III
12. Les ordinateurs IV
13. Charles Darwin - L'évolution des espèces
14. Fabre - Insectes et compagnie
15. Louis Pasteur
16. Fleming - La pénicilline
17. Alfred Wegener - La dérive des continents
18. Volcans
19. À la découverte du pôle Nord
20. À la découverte du pôle Sud
21. Galilée - Le messager des étoiles
22. Mesurer le temps
23. Stephenson - La locomotive à vapeur
24. Les frères Wright - Naissance de l'aviation
25. Les navettes spatiales
26. Tsiolkovski - À la conquête de l'espace
27. À la découverte de l'espace I
28. À la découverte de l'espace II
29. À la découverte de l'espace III
30. À la découverte de l'espace IV
31. Satellites I
32. Satellites II
33. Satellites III
34. Satellites IV
35. Robots I
36. Robots II
37. Robots III
38. Robots IV
39. Thomas Edison - L'ampoule électrique
40. Lumières I
41. Lumières II
42. Lumières III
43. Lumières IV
44. Lumières V
45. Le pétrole
46. Énergie atomique
47. Énergie solaire
48. Énergie du vent… Énergie de l'eau…
49. Céramiques - Poterie et navette spatiale
50. Les métaux
51. Les textiles
52. Les plastiques